# 矢川元基
矢川 元基（やがわ げんき、1942年 - ）は、日本の工学者。工学博士。佐賀県鹿島市出身。

## 人物
計算力学ならびに原子力構造工学の研究者。
工学博士（東京大学、論文タイトルは『構造物の応力集中に関する研究：有限領域を有する円筒殻の応力集中を中心として』）。東京大学大学院教授、東洋大学教授、原子力安全研究協会理事長、日本学術会議会員、日本応用数理学会、日本シミュレーション学会会長、IACM（国際計算力学連合）会長、韓国成均館大学校ワールドクラスユニヴァーシティ教授等を歴任。
1995年、当時の科学技術庁に設置された計算科学技術推進会議の座長として、我が国初のスーパーコンピュータ開発国家プロジェクト「地球シミュレータ」計画をまとめた。また、2011年に起こった東京電力福島原子力事故に関して、東京電力に設置された事故調査検証委員会の委員長として報告書を取りまとめた。
現在、東京大学名誉教授、東洋大学名誉教授および原子力安全研究協会会長。日本機械学会、日本シミュレーション学会、日本計算工学会、IACM（国際計算力学連合）およびJACM（日本計算力学連合）名誉会員。IACM（国際計算力学連合）、日本応用数理学会および日本原子力学会フェロー。研究成果の産業界への応用にも精力的に取り組んでおり、東大発ベンチャーのプロメテック・ソフトウェア株式会社の顧問等を務めている。
主な受賞歴は、2007年アジア太平洋計算力学連合Zienkiewiczメダル賞、2008年国際計算力学連合賞、2009年東レ科学技術賞、2009年日本学士院賞、2017年瑞宝中綬章。
チェロを趣味としている。

## 略歴
- 1970年4月 東京大学講師
- 1971年4月 東京大学助教授
- 1984年4月 東京大学教授
- 1998年4月 東京大学評議員
- 2004年6月 東京大学名誉教授
- 2004年4月 東洋大学教授
- 2005年7月 東洋大学計算力学研究センター長
- 2013年6月 東洋大学名誉教授

その他の職歴として
- 米国ジョージア工科大学客員教授
- 独国カールスルーエ大学客員教授
- 放送大学客員教授
- 日本工学アカデミー会員、理事
- 日本計算工学会副会長
- 日本機械学会理事
- 日本原子力学会理事
- IUTAM（国際理論応用力学連合）論文評価会議委員
- APACM（アジア太平洋計算力学連合）事務総長
- 科学技術庁計算科学技術推進会議座長
- 日本学術振興会未来開拓研究計算科学推進委員会委員長
- 科学技術振興機構CREST研究総括
- 日本原子力研究所特別研究員
- 日本原子力研究開発機構システム計算科学センター長
- 国土交通省放射性物質等海上輸送技術顧問会会長
- 文部科学省科学技術・学術審議会専門委員
- フランス原子力庁国際諮問委員

## 受賞・栄誉
- 1974年3月 日本高圧力技術協会論文賞
- 1975年4月 日本機械学会賞論文賞
- 1982年4月 日本機械学会賞論文賞
- 1984年3月 日本高圧力技術協会科学技術賞
- 1987年4月 日本機械学会創立90周年記念功労者賞
- 1990年6月 ASME(米国機械学会）圧力容器・配管系部門優秀論文賞
- 1990年9月 CRAY(クレイ）ギガフロップス賞
- 1992年11月 日本機械学会計算力学部門功績賞
- 1995年8月 ICCM（国際計算力学学会）ゴールドメダル賞
- 1996年9月 日本応用数理学会論文賞
- 1997年6月 日本シミュレーション学会論文賞
- 1997年7月 日本機械学会創立100周年記念功労者賞
- 1998年10月 科学技術庁長官賞
- 1998年3月 日本原子力学会論文賞
- 2004年9月 APACM（アジア太平洋計算力学連合）計算力学賞
- 2004年9月 IACM（国際計算力学連合）計算力学賞
- 2004年7月 日本機械学会材料力学部門功績賞
- 2004年9月 日本計算力学連合日本計算力学賞
- 2004年3月 日本原子力学会計算科学技術部会功績賞
- 2004年9月 APACM（アジア太平洋計算力学連合）シニア研究者賞
- 2005年6月 日本溶接協会業績賞
- 2007年12月 APACM（アジア太平洋計算力学連合）Zienkiewiczメダル賞
- 2007年7月 内閣総理大臣表彰
- 2007年2月 日本溶接協会原子力研究委員会功績賞
- 2008年7月 IACM（国際計算力学連合）賞
- 2009年3月 東レ科学技術賞
- 2009年6月 日本学士院賞
- 2009年11月 日本溶接協会創立60周年記念表彰
- 2010年6月 ルーマニア・イアシ工科大学名誉博士
- 2017年4月 瑞宝中綬章[3]

## 参照
1. ↑  日本学士院賞授賞の決定について
2. ↑  国立国会図書館. “博士論文『構造物の応力集中に関する研究 : 有限領域を有する円筒殻の応力集中を中心として』”. 2023年4月7日閲覧。
3. 1 2  “平成29年春の叙勲 瑞宝中綬章受章者” (PDF).   内閣府. p. 20 (2017年4月29日). 2023年2月28日閲覧。 アーカイブ 2022年3月1日 - ウェイバックマシン